# Леонид Устнедумски
Преподобни Леонид Устнедумски (рус. Леонид Устьнедумский, 1551 — 17. јул 1654) руски је православни светитељ из 17. века.
Рођен је 1551. године у региону данашње Новгородске области. Првих 50 година живота провео је бавећи се пољопривредом. Према православном веровању, 1603. године у сну му се јавила Богородица и позвала га да се замонаши, што је он и учинио. У строгом посту и молитви живео је до своје смрти.
Овај руски светитељ подвизавао се у више руских манастира: Соловецком, Мирожском и другим. Најзад основао је свој манастир на реци Лузи у Вологдској губернији. Подвизавао се строго и предано. Прозван је Устнедумски зато што кад га је једном ујела отровна змија, он о томе није хтео ни мислити ни говорити, и остао је жив.
Умро је мирно 17. јула 1654. године.
Православна црква прославља Преподобног Леонида 17. јула по јулијанском календару.